# Манка ди Басо (Потенца)
Манка ди Басо (итал. Manca di Basso) је насеље у Италији у округу Потенца, региону Базиликата.
Према процени из 2011. у насељу је живело 195 становника. Насеље се налази на надморској висини од 533 м.